# Adelophryne adiastola
Adelophryne adiastola là một loài ếch thuộc họ Leptodactylidae.
Loài này có ở Colombia, Peru và có thể có ở Brasil.
Môi trường sống tự nhiên của chúng là rừng ẩm vùng đất thấp nhiệt đới hoặc cận nhiệt đới.